# Vic Wilson
Victor (Vic) Wilson (Drypool, Kingston upon Hull, 14 april 1931 – Gerrards Cross, Buckinghamshire, 14 januari 2001) was een Brits autocoureur. Hij nam deel aan de Grand Prix van Italië in 1960 voor het team Cooper en de Grand Prix van België in 1966 voor het team BRM, maar scoorde hierin geen punten voor het wereldkampioenschap Formule 1.